# Santa Elena de Uairén
Santa Elena de Uairén – miasto we wschodniej Wenezueli w stanie Bolívar, położone tuż przy granicy z Brazylią. W 2011 roku liczyło 14 087 mieszkańców.

## Historia
Wikariat apostolski Caroní, podległy bezpośrednio pod Stolicę Apostolską, został erygowany 2 marca 1922 roku przez papieża Piusa XI. Siedziba tego wikariatu znajduje się w Santa Elena de Uairén. Miasto zostało założone 13 listopada 1923 roku. W miejscowości znajduje się kościół katedralny pw. św. Heleny.

## Transport
W mieście znajduje się port lotniczy. 

## Miasta partnerskie
- Pacaraima
- Boa Vista
- Ciudad Bolívar
- Upata